# Muchu Chhish

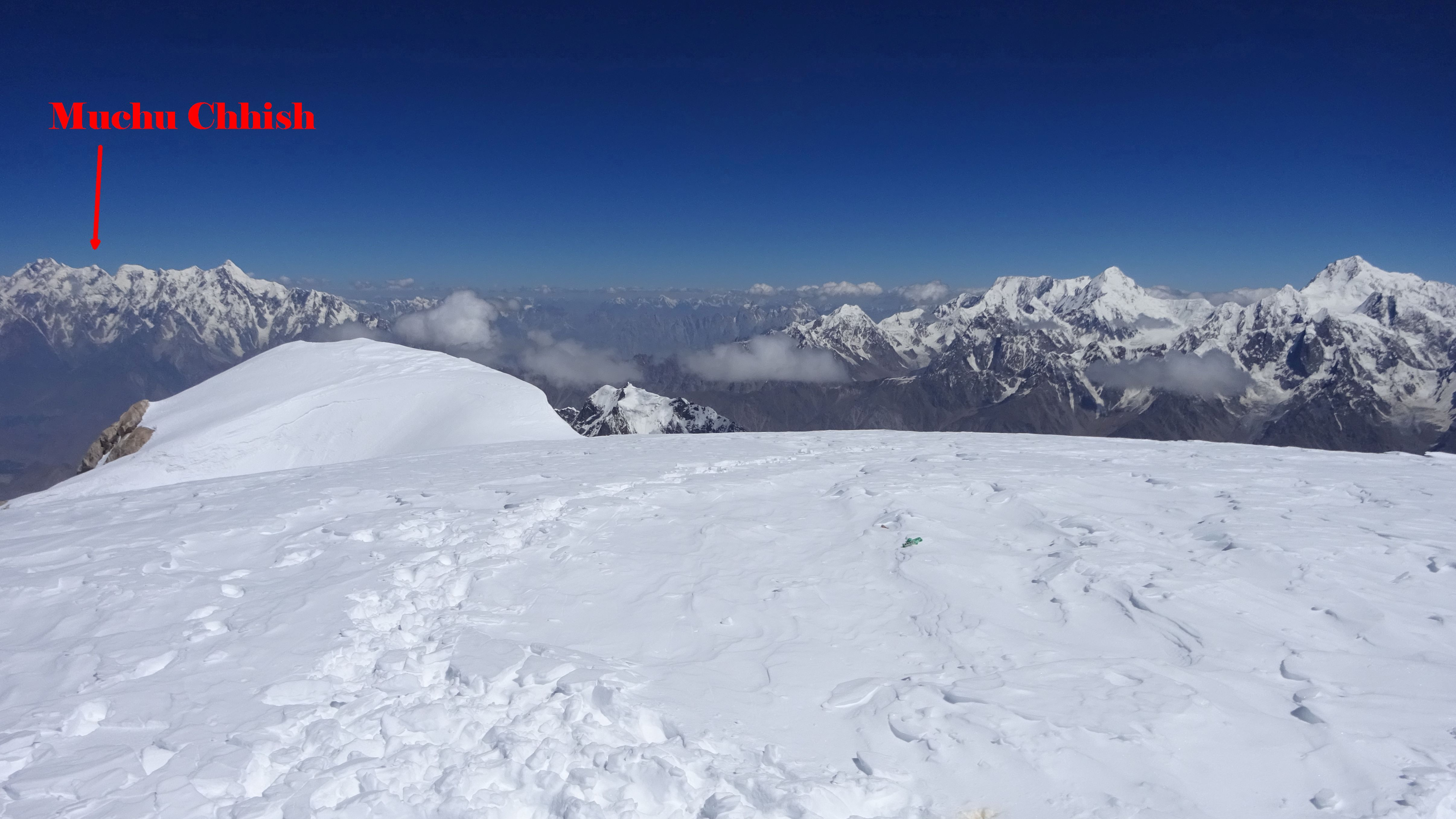
Muchu Chhish, vom Gipfel des Spantik (7027 m) aus gesehen

Muchu Chhish, auch als Batura V bekannt, ist ein 7453 Meter hoher Gipfel im Untergebiet Batura Muztagh des Karakorum im pakistanischen Sonderterritorium Gilgit-Baltistan. 

## Lage
In einer sehr abgelegenen und unzugänglichen Region gelegen, wurden nur wenige Versuche unternommen, um den Gipfel zu erreichen, von denen erstmals am 5. Juli 2024 einer erfolgreich war. Muchu Chhish war bis dahin einer der höchsten Berge der Erde, die nicht bestiegen wurden, und der höchste, dessen Besteigung nicht aufgrund religiöser oder politischer Gesetze und Regeln verboten ist. Der Gipfel hat jedoch eine bescheidene Bedeutung und erhebt sich nur 263 m über der nächsten Scharte oder Pass. Der Baturagletscher, einer der längsten Gletscher außerhalb der Polarregionen, flankiert Muchu Chhish im Norden.

## Besteigungsgeschichte
Versuche, Muchu Chhish zu besteigen, wurden am Südgrat unternommen. Dieser Kamm wurde 1983 von einer polnischen Expedition mit festen Seilen bestiegen, während die Erstbesteigung des Batura IV (7531 m) westlich vom Muchu Chhish durchgeführt wurde. Der bemerkenswerteste Versuch Muchu Chhish zu besteigen, war eine spanische Expedition im Jahr 1999, die eine Höhe von 6650 m auf dem Südgrat erreichte.
Im August 2020 kündigte eine dreiköpfige tschechische Expedition an, darunter der Kletterer Pavel Kořínek und der ehemalige Politiker Pavel Bém, dass sie nach Pakistan fliegen werden, um zu versuchen, Muchu Chhish zu besteigen.
Am 5. Juli 2024 gelang einem tschechischen Team bestehend aus Zdeněk Hák, Radoslav Groh und Jaroslav Bánský die Erstbesteigung.